# پیتای پری
پیتای پری (نام علمی: Pitta nympha) گونه‌ای کوچک و خوش‌رنگ از پرندگان گنجشک‌سان از خانواده پیتایان است. رژیم غذایی آن عمدتاً از کرم‌های خاکی، عنکبوت‌ها، حشرات، راب‌ها و حلزون‌ها تشکیل شده‌است. پیتای در شرق آسیا زادآوری می‌کند و از جنوب برای زمستان‌گذرانی در جنوب شرق آسیا مهاجرت می‌کند. با توجه به زیستگاه‌های گوناگون و آشفتگی‌های انسانی، مانند جنگل‌زدایی، آتش‌سوزی، شکار، به دام انداختن و تجارت پرندگان در قفس، پیتای پری کمیاب است و جمعیت در بیشتر نقاط در حال کاهش است. این پرنده که در ضمیمه دوم کنوانسیون بین‌المللی تجارت گونه‌های جانوران و گیاهان وحشی در حال انقراض (CITES) فهرست شده‌است، در فهرست سرخ IUCN از گونه‌های در معرض خطر به‌عنوان آسیب‌پذیر طبقه‌بندی شده‌است.